# The Original Rude Girl
The Original Rude Girl é o segundo álbum da antora de reggaeton Ivy Queen.

## Musicas
1.Intro 
2.Muchas Vienen 
3.Cuando Escuches Reggae 
4.Interlude In The Zone 
5.In The Zone 
6.Uuy...Queena 
7.La Realidad 
8.Interlude Flash Back 
9.Flash Black 
10.The King And The Queen 
11.Ritmo Latino (Radio Version) 
12.Sabes Que Tu 
13.Un Trono 
14.Ritmo latino (Long Version) 
15.In The Zone (King Sahpreem Remix)

## Single
Esse álbum teve apenas 1 single, "In The Zone", cujo ficou em 29º lugar nos Hot Latin Songs e 16º lugar em Latin Tropical Airplay.